# 王錫爵 (機長)
王锡爵（1929年12月28日—2021年2月），男，四川遂宁大安乡人，中华人民共和国机长，通过劫机的方式由台灣回到大陆，成为中华人民共和国政治人物。曾任中国国民党革命委员会中央委员会常务委员，黄埔军校同学会理事，中华海外联谊会常务理事，第六、七、八、九届全国政协委员。

## 生平
1929年12月28日出生于四川遂宁，1943年8月入读位于四川灌县国军空军幼年学校初中部，1949年随校迁往台湾东港。1951年中华民国空军军官学校卅期毕业，曾当选1957年度的中华民国国军第八届克难英雄的战斗立功英雄，曾与1965年驾驶U-2侦察机遭击落被俘的張立義一同出任务到大陆侦照。1967年6月16日进入中华航空任职，曾飞过波音707、波音727及波音747等机型。
八十年代初，王锡爵成功与四川的家人取得了联系，得知父亲还健在。1984年与家人在香港见面。因思乡心切，1986年5月3日制造了中华航空334号班机劫机事件，将本应在香港启德机场降落的飞机劫持到了广州白云机场，又抵达北京与父亲团聚，并受到了时任国务院副总理田纪云的接见。之後轉任中國民航波音747機長，年滿60歲後停飛轉任中華人民共和國民航總局華北分局副局長，已經退休。他因為劫機而被中華民國執法部門通緝，而王錫爵事發後25年未到案，追訴權至至2011年12月19日到期，通緝令屆滿而臺灣臺北地方法院檢察署宣佈對其做出不起訴處分。
2017年，疾風魅影—黑貓中隊紀錄片拍攝截稿前求見王錫爵遭家屬婉拒。
2021年2月，在農曆新年期間於北京家中過世，家屬低調處理後事，火化後安葬於四川遂寧老家。